# Porcul de Gascon

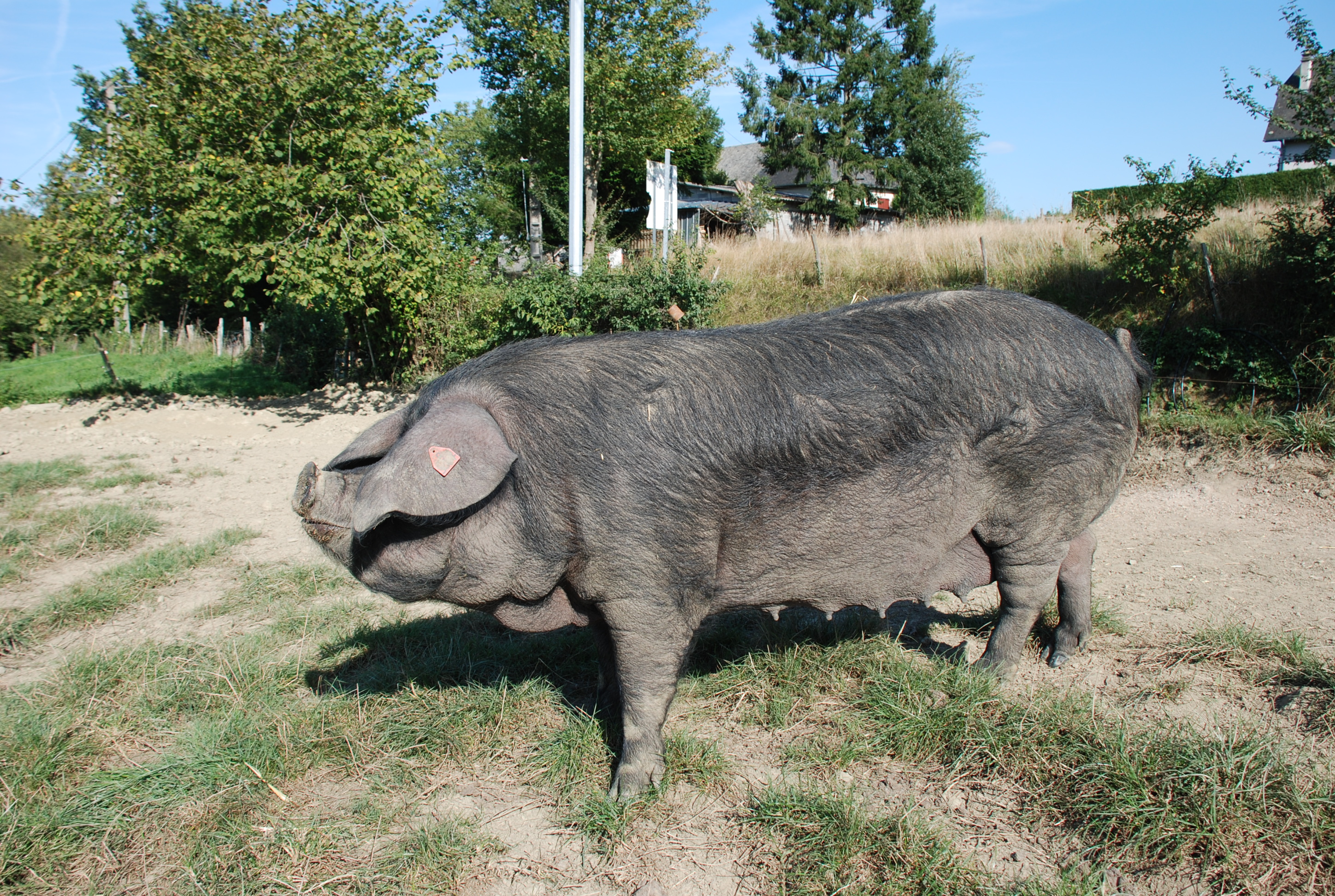
Porcul de Gascon

Gasconul este o rasă rară de porc domestic din Franța. Este una dintre cele mai vechi rase de porc din această țară, existând la poalele Pirineilor încă din Antichitate. În secolul al XX-lea ajunsese să fie pe cale de dispariție, în 1981 mai fiind doar 34 de scroafe și 2 vieri în viață. După aceea, rasa a fost reînmulțită, în prezent existând 64 de ferme de porc Gascon.